# Dongmoa
Genre
Dongmoa est un genre d'opilions laniatores de la famille des Podoctidae.

## Distribution
Les espèces de ce genre se rencontrent au Viêt Nam et au Japon.

## Liste des espèces
Selon World Catalogue of Opiliones (08/07/2021) :
- Dongmoa oshimensis Suzuki, 1964
- Dongmoa silvestrii Roewer, 1927

## Publication originale
- Roewer, 1927 : « Ostasiatische Opiliones, von Herrn Prof. F. Silvestri im Jahre 1925 erbeutet. » Bollettino del Laboratorio di Zoologia Generale e Agraria della Facolta Agraria in Portici, vol. 20, p. 192–210.